# Itsjera
Itsjera of Ichera (Bulgaars: Ичера) is een dorp in Bulgarije. Het dorp is gelegen in de gemeente Sliven in de gelijknamige oblast.

## Geografie
Het dorp Itsjera ligt in een bergachtig gebied. Het dorp ligt 25 km van de regionale hoofdstad Sliven en 26 km van de stad Kotel. De dichtstbijzijnde dorpen zijn Gradets, Medven, Zjeravna, Katoenisjte, Nejkovo en Rakovo.

## Bevolking
In de eerste volkstelling van 1934 registreerde het dorp 1207 inwoners. Het inwonersaantal is gedurende twintigste eeuw continu afgenomen. De volkstelling van 2021 registreerde 141 inwoners - een daling van bijna 90% ten opzichte van 1934. De gemiddelde jaarlijkse bevolkingsgroei tussen 2011-2021 kwam uit op -0,89%, wat hoger is dan het landelijke gemiddelde van -1,14%.
Alle 155 inwoners reageerden op de optionele volkstelling van 2011. Van deze 155 respondenten identificeerden 153 personen zichzelf als Bulgaren (98,7%), terwijl 2 respondenten ondefinieerbaar waren (1,3%).
Van de 155 inwoners in februari 2011 werden geteld, waren er 11 jonger dan 15 jaar oud (7%), gevolgd door 78 personen tussen de 15-64 jaar oud (50%) en 66 personen van 65 jaar of ouder (43%). In 2021 was bijna 60% van de bevolking al 65 jaar of ouder.
|                    | 2011 | %      | 2021 | %      |
| ------------------ | ---- | ------ | ---- | ------ |
| Bevolking (totaal) | 155  | 100,0% | 141  | 100,0% |
|                    |      |        |      |        |
| 0-14               | 11   | 7,1%   | 2    | 1,4%   |
| 15-64              | 78   | 50,3%  | 56   | 39,7%  |
| 65+                | 66   | 42,6%  | 83   | 58,9%  |